# 玛格达莱娜·切莱茨卡

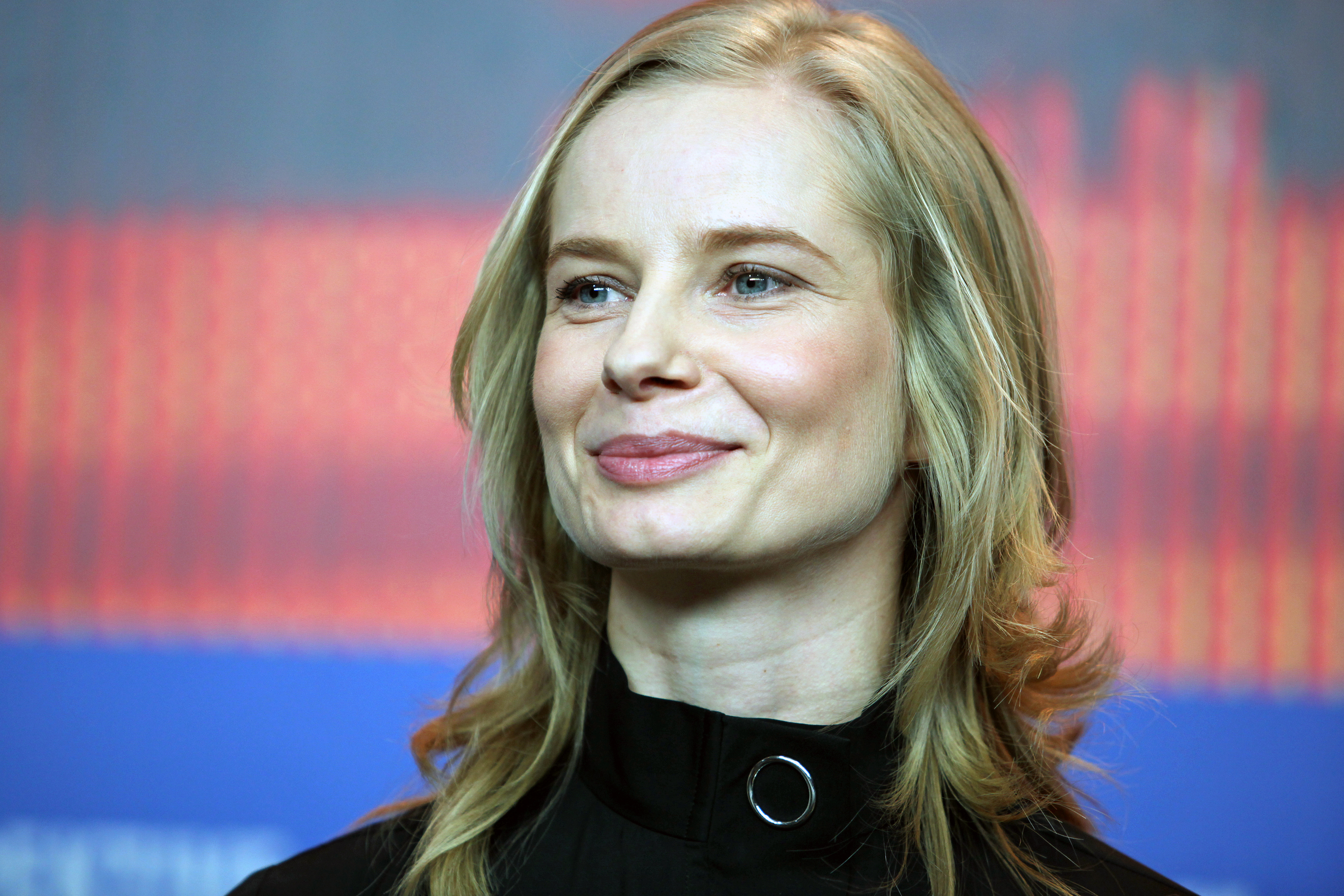
玛格达莱娜·切莱茨卡于2016年柏林亚尔

玛格达莱娜·切莱茨卡 （波蘭語：Magdalena Cielecka，1972年2月20日—），是波兰女演员。

## 生平
切莱茨卡的童年是在扎尔基-莱特尼斯科小镇度过的。1995年，她从克拉科夫的国立戏剧高中毕业。不久后，她加入了克拉科夫的Teatr Stary戏剧公司。2001年，她搬到华沙，加入了TR Warszawa戏剧公司。

## 作品
- 《愛在波蘭戰火時》（2007）
- 《The Lure（英语：The Lure (2015 film)）》（2015）
- 《United States of Love（英语：United States of Love）》（2016））
- 《Blind Love (2015 film)（英语：Blind Love (2015 film)）》（2016）
- 《Breaking the Limits（英语：Breaking the Limits）》（2017）

## 外部連結
- 玛格达莱娜·切莱茨卡在互联网电影资料库（IMDb）上的資料（英文）
- Interview with Magdalena Cielecka, Scotland on Sunday（英语：Scotland on Sunday）, 3 August 2008
- Magdalena Cielecka[永久] at culture.pl